# Большое Нижнее (Архангельская область)
Большое Нижнее — деревня в Холмогорском районе Архангельской области.

## География
Находится в центральной части Архангельской области на расстоянии приблизительно 34 км на юг по прямой от административного центра района села Холмогоры на левобережье реки Северная Двина.

## История
В 1859 году здесь (тогда деревня Клементьевская Холмогорского уезда Архангельской губернии) было учтено 8 дворов. До 2015 года входила в Копачёвское сельское поселение, с 2015 по 2022 в Матигорское сельское поселение до его упразднения.

## Население
Численность населения: 72 человека (1859 год), 7 (русские 100 %) в 2002 году, 0 в 2010.